# Biserica reformată-calvină din Stoiana

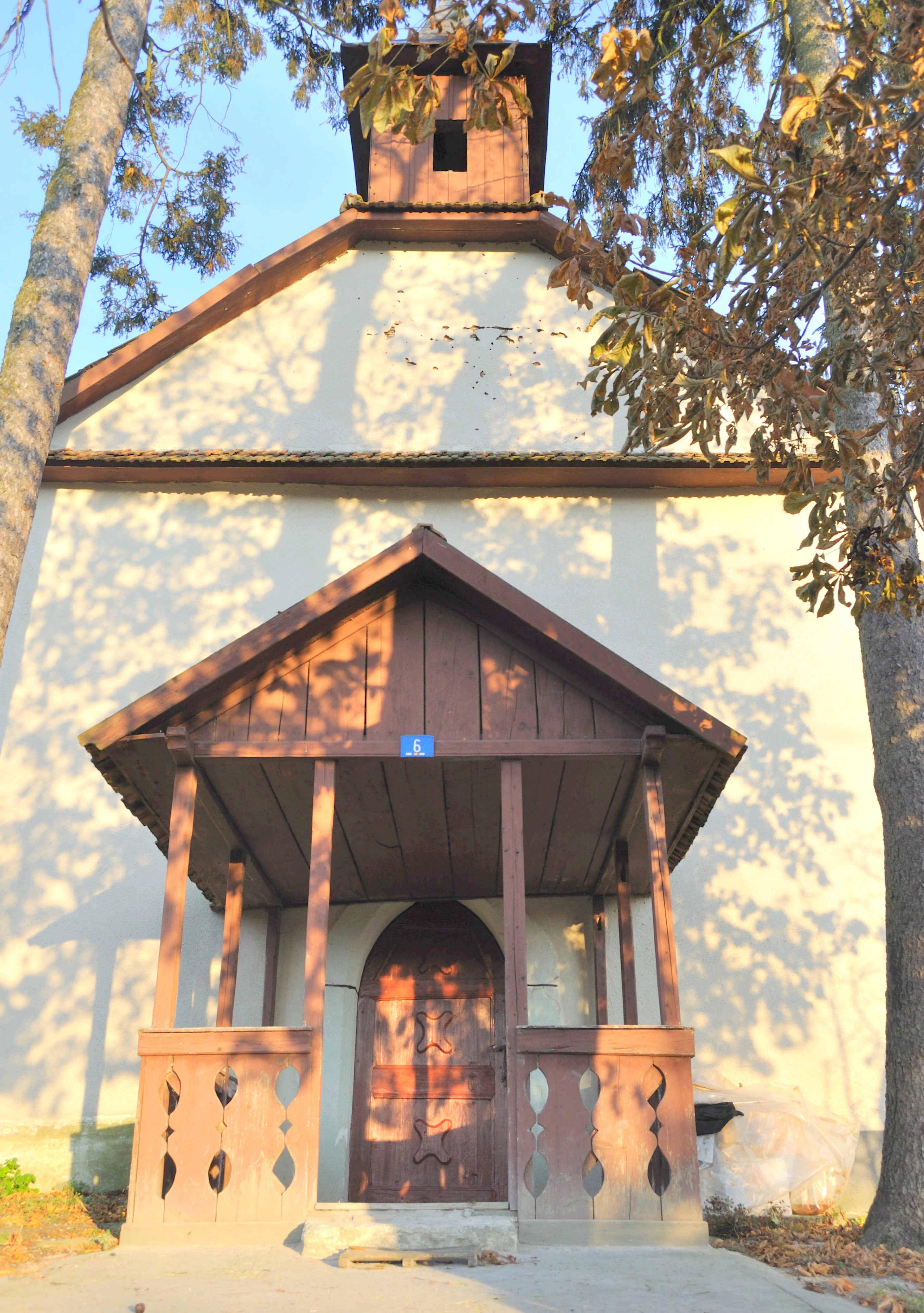
Biserica reformată din Stoiana, comuna Cornești, județul Cluj, foto: octombrie 2010.

Biserica Reformată-Calvină din Stoiana, comuna Cornești, județul Cluj, a fost construită în secolul XV. Este monument istoric, cod LMI CJ-II-m-B-07766.

## Localitatea
Stoiana (în maghiară Esztény) este un sat în comuna Cornești din județul Cluj, Transilvania, România. Prima mențiune documentară este din anul 1305 cu numele de Istyan.

## Biserica
Biserica gotică romano-catolică a fost preluată în secolul al XVI-lea de cultul reformat-calvin. Din construcția originală se mai păstrează numai corul.

## Imagini

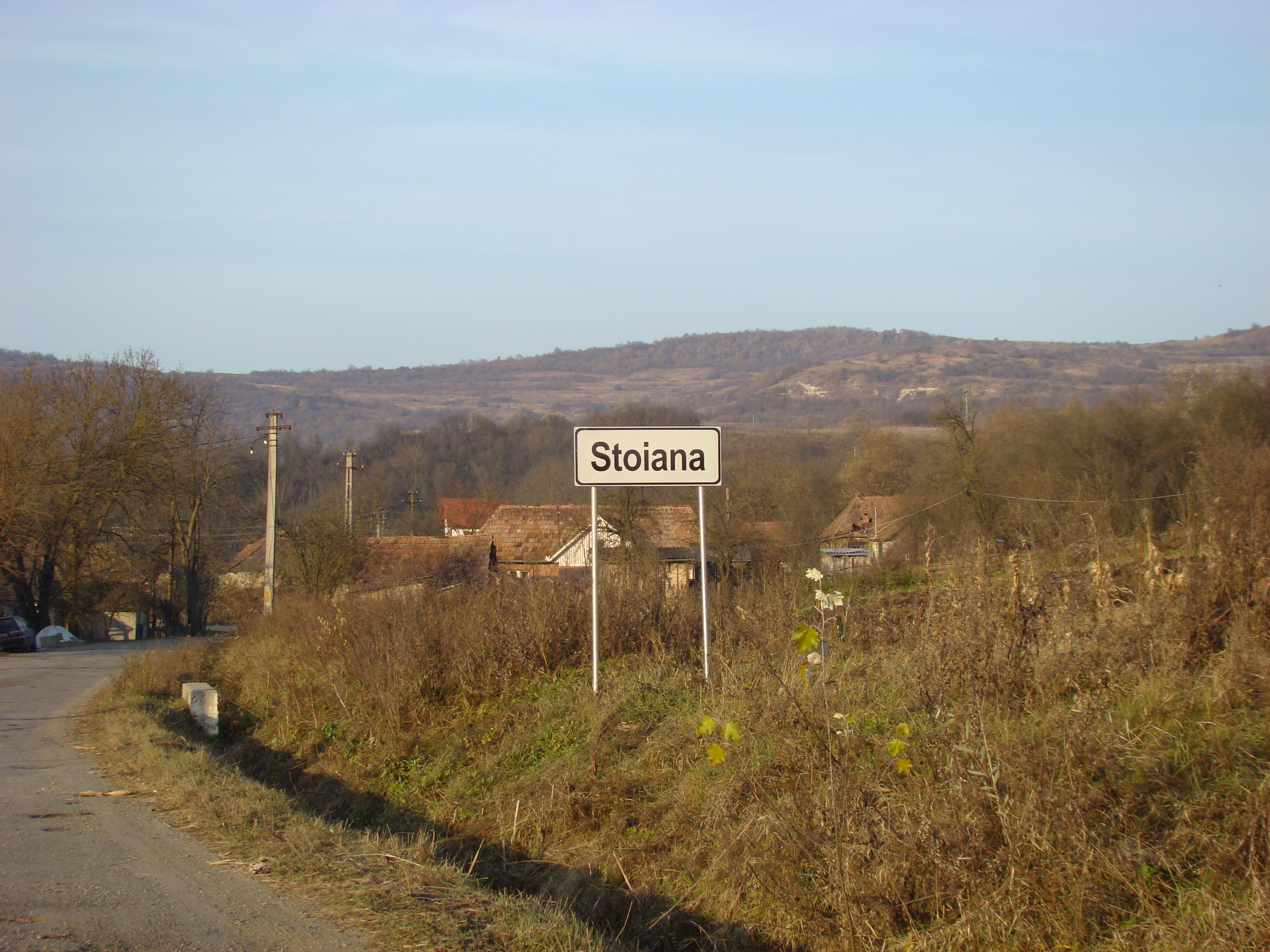
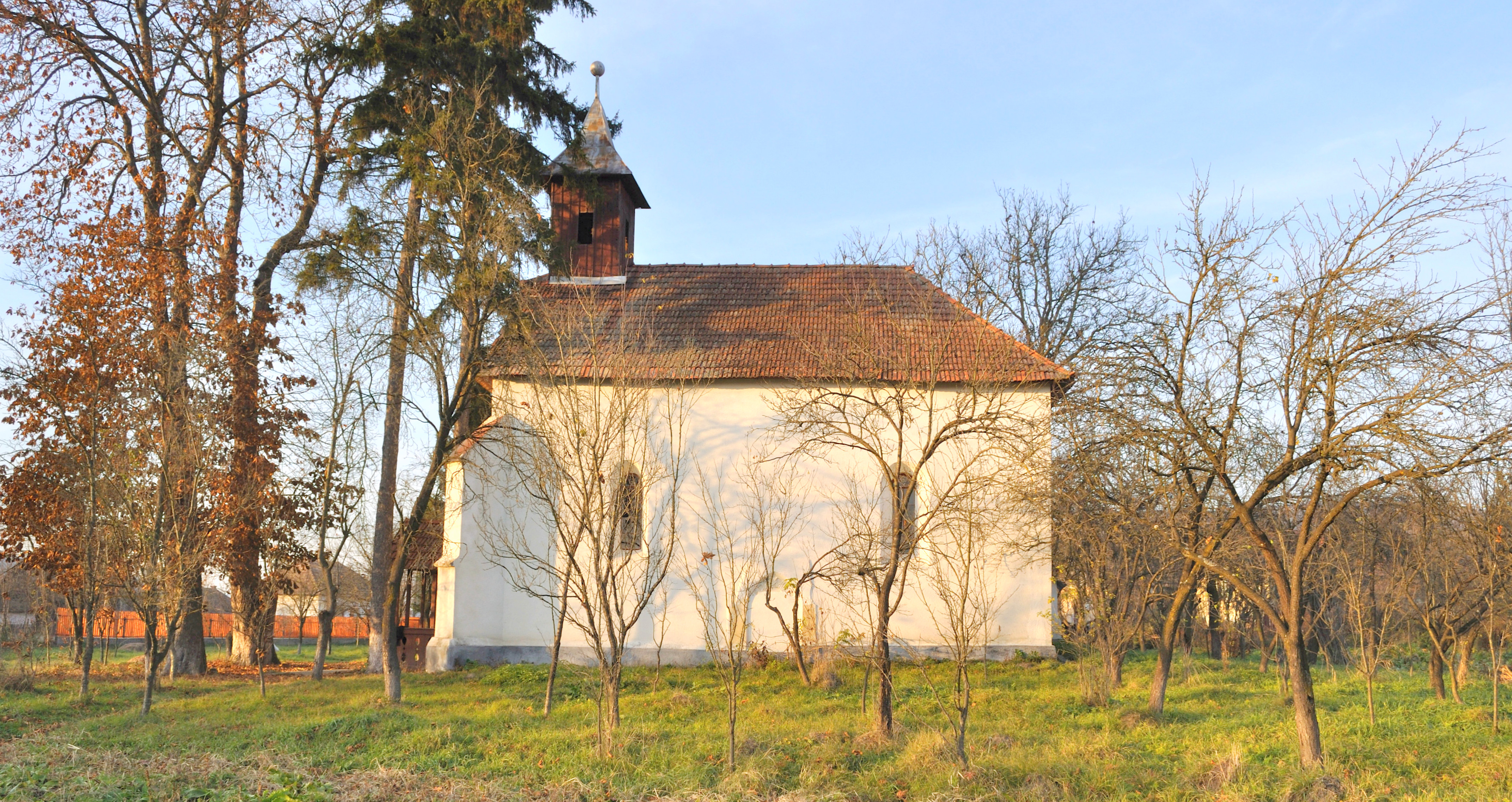
Biserica reformată din Stoiana, comuna Cornești, județul Cluj, foto: octombrie 2010.
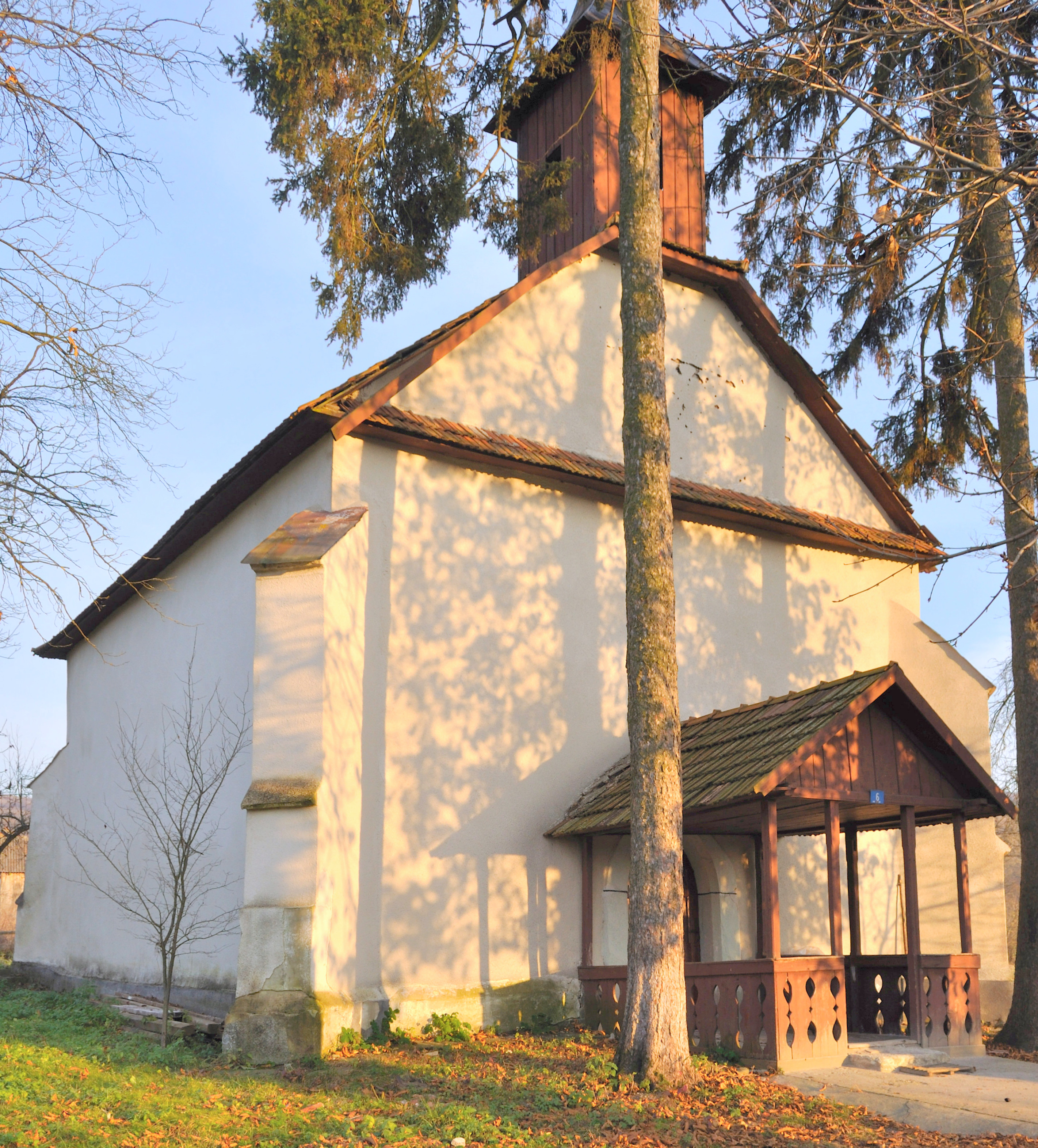
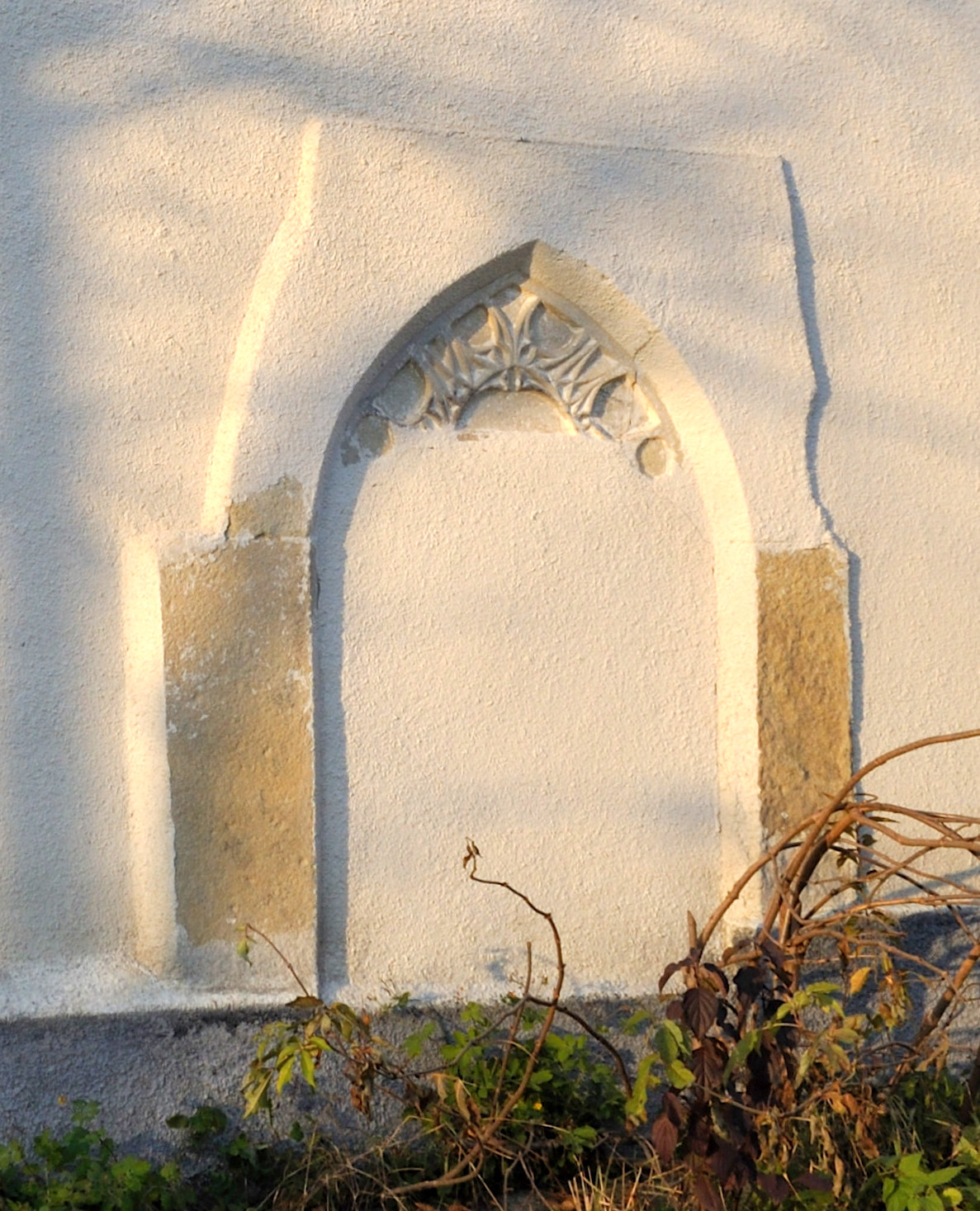
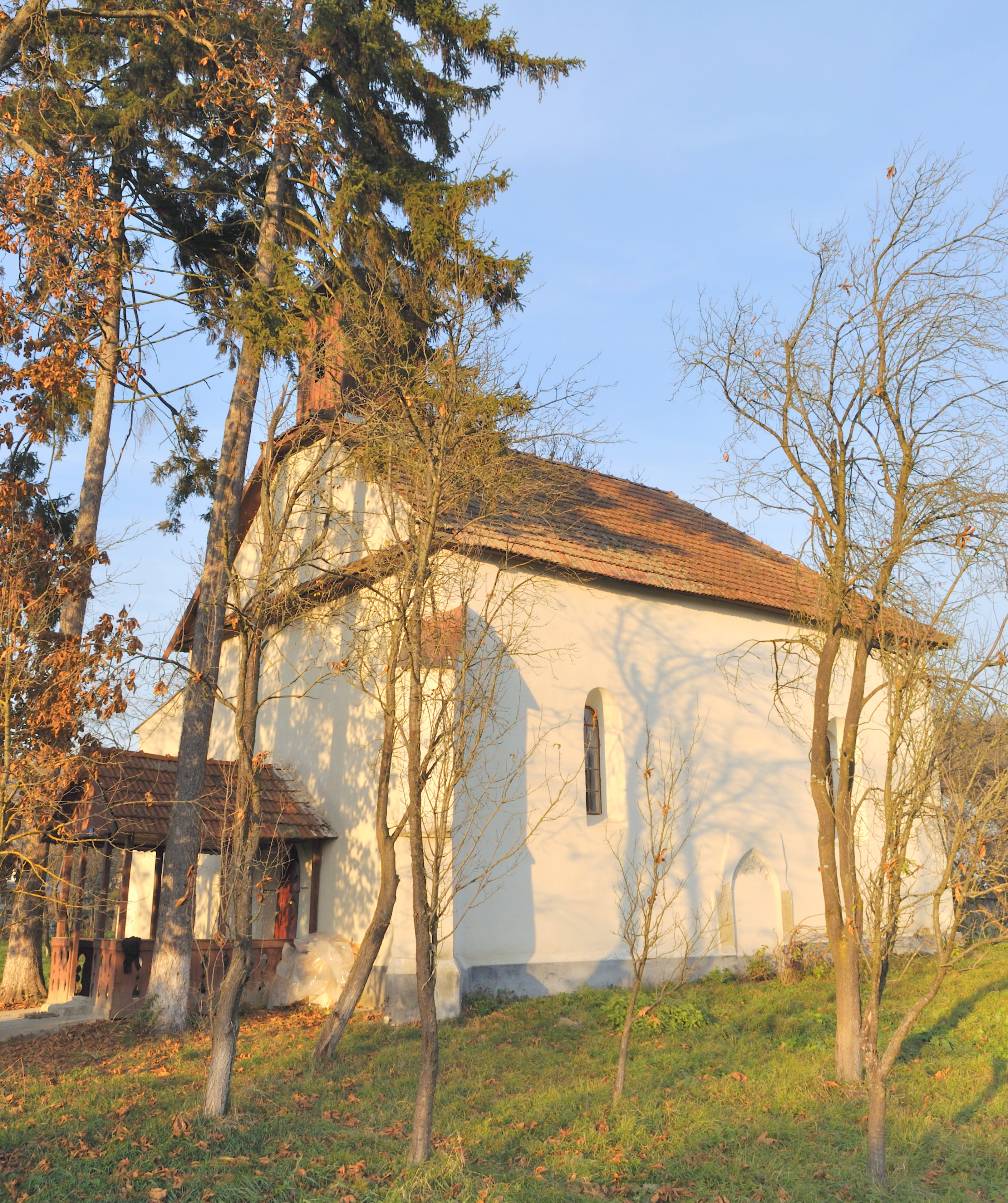
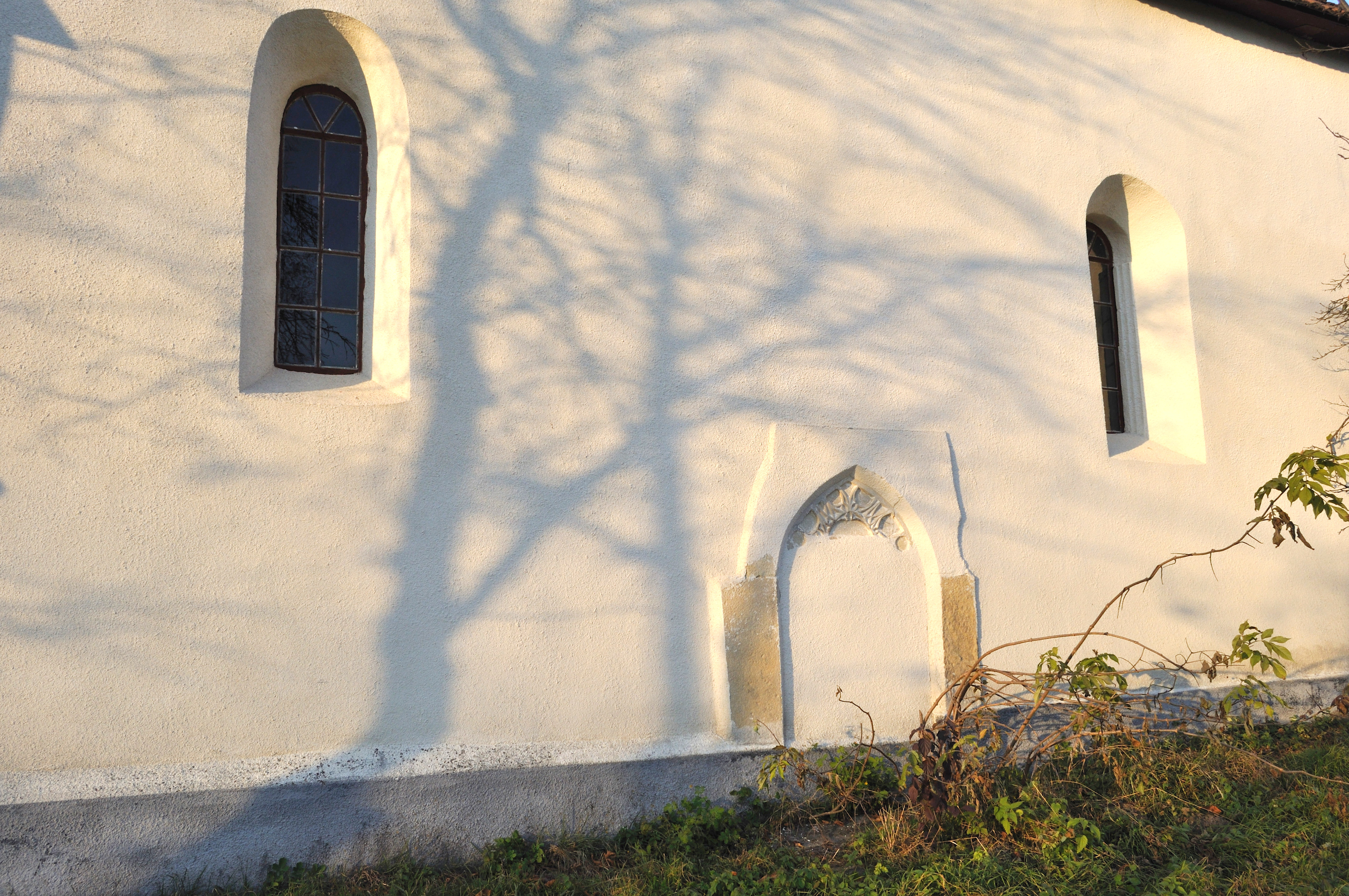
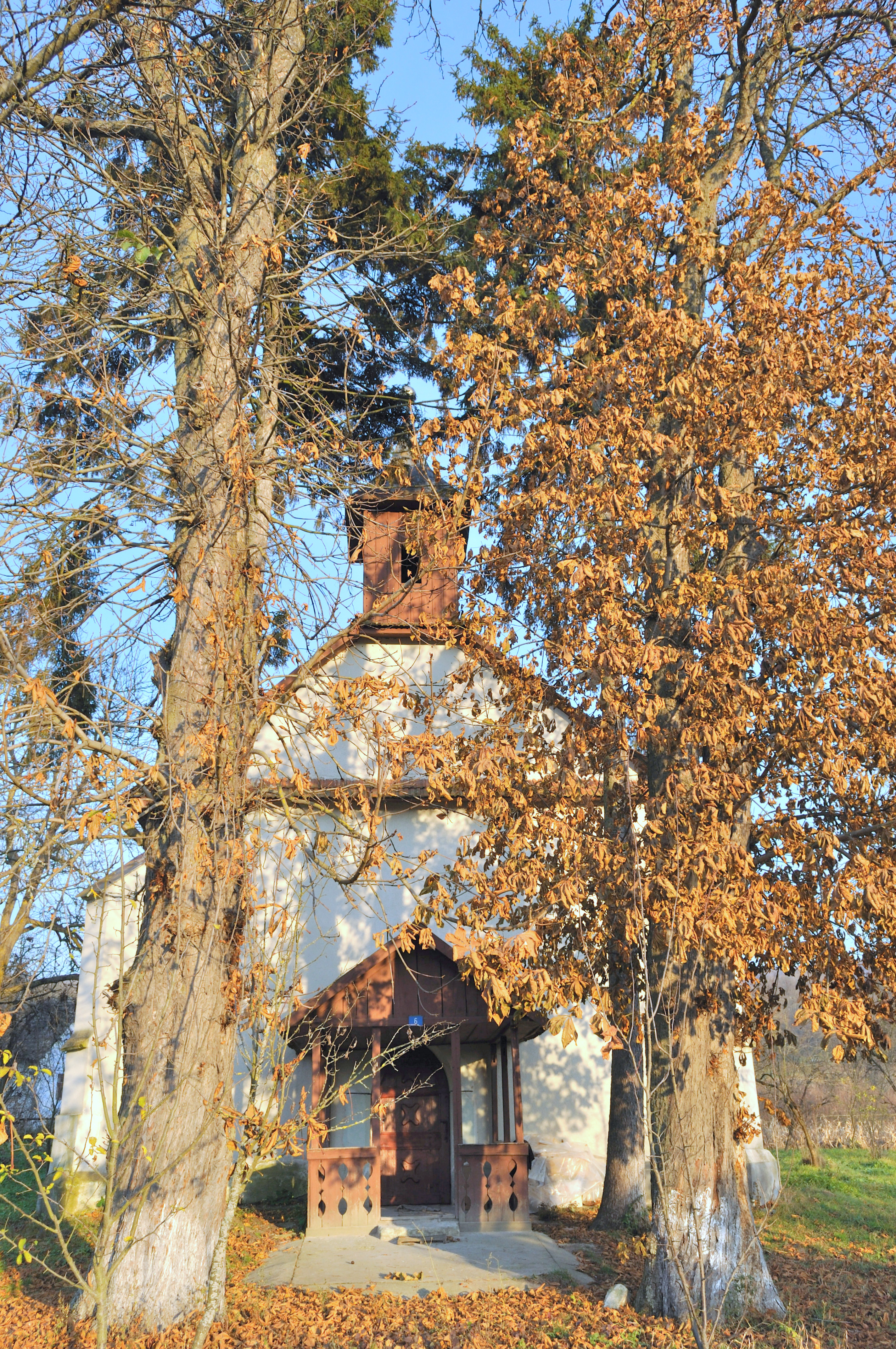